# Santa Catalina (Totoral)
Santa Catalina es una localidad argentina ubicada en el departamento Totoral de la provincia de Córdoba.
Se encuentra sobre la ruta provincial 435, 19 km al noroeste de Jesús María. Se destaca por albergar la estancia jesuítica más importante de Córdoba, declarada Patrimonio de la Humanidad por la UNESCO.
Las tierras fueron compradas por la Compañía de Jesús en 1622. El templo católico se erigió entre 1754 y 1760, dirigido por bávaro Antonio Harls, aunque sacerdotes de otras procedencias dirigieron la construcción de otras partes del templo. Fue la más importante de las estancias jesuíticas, albergando 400 esclavos, 12 mil cabezas de ganado vacuno, 6 mil de ganado ovino y mulas, y hasta 2 molinos. La principal actividad era la cría de mulas para las minas de Potosí. En 1774 tras la expulsión de los jesuitas el alcalde de la ciudad de Córdoba Francisco Antonio Díaz compró la propiedad con su hacienda y esclavos. Díaz construyó algunas habitaciones, cubiertas y galerías. En su cementerio descansa el músico Doménico Zípoli.

## Población
Cuenta con 74 habitantes (Indec, 2010), lo que representa un descenso del 14,9% frente a los 87 habitantes (Indec, 2001) del censo anterior.
| Gráfica de evolución demográfica de Santa Catalina entre 1991 y 2010 |
|                                                                      |
| Fuente: Censos nacionales del INDEC                                  |